# Neotrichia tirabuzona
Neotrichia tirabuzona är en nattsländeart som beskrevs av Harris och Davenport 1999. Neotrichia tirabuzona ingår i släktet Neotrichia och familjen smånattsländor. Inga underarter finns listade i Catalogue of Life.